# パリ〜ツール2013
パリ〜ツール2013は、パリ〜ツール（UCIヨーロッパツアー1.HC）の107回目のレース。2013年10月13日に行われた。

## 結果
オトン＝デュ＝ペルシュ 〜 トゥール 235km
| 順位 | 選手名                         | 国籍           | チーム                                   | 時間          |
| ---- | ------------------------------ | -------------- | ---------------------------------------- | ------------- |
| 1    | ヨーン・デーゲンコルプ         | ドイツ         | アルゴス・シマノ                         | 5時間29分19秒 |
| 2    | ミカエル・メルケフ             | デンマーク     | チーム・サクソ - ティンコフ              | 同            |
| 3    | アルノー・デマル               | フランス       | FDJ.fr                                   | 同            |
| 4    | タイラー・ファーラー           | アメリカ合衆国 | ガーミン・シャープ                       | 同            |
| 5    | ミハエル・ファン・スターイェン | ベルギー       | トップスポルト・フラーンデルン・バロワズ | 同            |
| 6    | ハインリヒ・ハウスラー         | オーストラリア | IAMサイクリング                          | 同            |
| 7    | サミュエル・デュムラン         | フランス       | AG2R・ラ・モンディアル                   | 同            |
| 8    | ヨン・アベラストゥリ           | スペイン       | エウスカルテル・エウスカディ             | 同            |
| 9    | イオアニス・タモウリディス     | ギリシャ       | エウスカルテル・エウスカディ             | 同            |
| 10   | ニキ・テルプストラ             | オランダ       | オメガファーマ・クイックステップ         | 同            |